# 東ジャワ州知事一覧
本項では、東ジャワ州知事（Gubernur Jawa Timur）を一覧する。東ジャワ州知事は、東ジャワ州の首長である。 最初の州知事はアリオ・スリオで1945年8月19日就任。最も直近に選出された州知事はコフィファ・インダル・パラワンサで2025年2月20日就任。最も長い期間務めた州知事はイマム・ウトモで、1998年8月23日から2008年8月26日まで約10年間務めた。最も短い期間務めた州知事はヘル・チャヨノで、2019年2月12日から2月13日までの僅か1日務めた。

## 州知事一覧
パリンドラ
  インドネシア共和国国軍
  民主党
  民族覚醒党
  無所属
| 職名 | 氏名                             | 画像 | 出身等                 | 任期                                                       | 副知事                       |
| ---- | -------------------------------- | ---- | ---------------------- | ---------------------------------------------------------- | ---------------------------- |
| 1    | アリオ・スリオ                   |      | 無所属                 | 1945年8月19日 ‐ 1947年6月1日                               | スディルマン                 |
| 2    | ムルジャニ                       |      | パリンドラ             | 1947年6月1日 ‐ 1949年12月24日                              | ドゥル・アルノウォ           |
| 3    | サマディクン                     |      | 無所属                 | 1949年12月24日 ‐ 1958年8月4日                              | 空席                         |
| 4    | トゥメングン・アリオ・ミロノ     |      | 無所属                 | 1958年8月4日 ‐ 1959年12月3日                               | 空席                         |
| 5    | スウォンド・ラヌウィジョヨ       |      | インドネシア共和国国軍 | 1959年12月3日 ‐ 1963年1月31日                              | モハマド・ウィヨノ           |
| 6    | モハマド・ウィヨノ               |      | インドネシア共和国国軍 | 1963年1月31日 ‐ 1967年12月                                 | サトリオ・サストロディレジョ |
| 7    | モハマッド・ヌル                 |      | インドネシア共和国国軍 | 1967年12月 ‐ 1976年1月26日                                 | 空席                         |
| 8    | スナンダル・プリヨスダルモ       |      | インドネシア共和国国軍 | 1976年1月26日 ‐ 1983年8月26日                              | M・スギオノ スパルマント     |
| 9    | ワホノ                           |      | インドネシア共和国国軍 | 1983年8月26日 ‐ 1988年8月26日                              | スパルマント トリ・マリオノ  |
| 10   | スラルソ                         |      | インドネシア共和国国軍 | 1988年8月26日 ‐ 1993年8月26日                              | 空席                         |
| 11   | バソフィ・スディルマン           |      | インドネシア共和国国軍 | 1993年8月26日 ‐ 1998年8月23日                              | ハルウィン・ワシスト         |
| 12   | イマム・ウトモ                   |      | インドネシア共和国国軍 | 1998年8月23日 ‐ 2003年8月23日2003年8月23日 ‐ 2008年8月26日 | イマム・スパルディスナリオ   |
| —    | スティア・プルワカ               |      | 無所属                 | 2008年8月26日 ‐ 2009年2月12日                              | 空席                         |
| 13   | スカルウォ                       |      | 民主党                 | 2009年2月12日 ‐ 2014年2月12日2014年2月12日 ‐ 2019年2月12日 | サイフラ・ユスフ             |
| —    | ヘル・チャヨノ                   |      | 無所属                 | 2019年2月12日 ‐ 2019年2月13日                              | 空席                         |
| 14   | コフィファ・インダル・パラワンサ |      | 民族覚醒党             | 2019年2月13日 ‐ 2024年2月13日                              | エミル・ダルダック           |
| —    | アディ・カリオノ                 |      | 無所属                 | 2024年2月13日 ‐ 2024年2月16日2024年2月16日 ‐ 2025年2月20日 | 空席                         |
| (14) | コフィファ・インダル・パラワンサ |      | 民族覚醒党             | 2025年2月20日 ‐                                            | エミル・ダルダック           |